# Corispermum lehmannianum
Corispermum lehmannianum är en amarantväxtart som beskrevs av Aleksandr Andrejevitj Bunge. Corispermum lehmannianum ingår i släktet lusfrön, och familjen amarantväxter. Inga underarter finns listade i Catalogue of Life.